# Apple A12 Bionic
De Apple A12 Bionic, ook wel Apple A12 en A12 is een 64 bits-system-on-a-chip (SoC) ontworpen door Apple Inc. De processor verscheen voor het eerst in de iPhone Xs en Xs Max die werden aangekondigd op 12 september 2018. De A12 Bionic is ook verwerkt in de iPhone XR, iPad Air (2019) en iPad mini (2019). De A12 is een eerdere variant van op de Apple A12X Bionic, die verwerkt zit in de derde generatie iPad Pro.
Apple laat weten dat de processor, die uit zes kernen bestaat (wat ook wel een hexa-core wordt genoemd) dankzij zijn twee high-performance cores (Vortex genaamd) 15% sneller is en 50% energie zuiniger is dan zijn voorganger de Apple A11 en dat de vier high-efficiency cores (Tempest genaamd) ook 50% minder energie verbruiken dan de processors in de Apple A11.